# Nachal Samar
Nachal Samar (hebrejsky נחל סמר, uváděno též jako Nachal Azovit, נחל אזובית) je vádí v jižním Izraeli, v severní části Negevské pouště.
Začíná v nadmořské výšce přes 500 metrů v pouštní planině Bik'at Arad poblíž hory Har Barir jihozápadně od města Arad. Směřuje pak k západu krajinou s rozptýleným beduínským osídlením. Od jihovýchodu přijímá zleva vádí Nachal Bar. Východně od beduínského města Kesejfa, poblíž beduínské osady Abu Joda a nedaleko dálnice číslo 80 ústí zleva do vádí Nachal Malchata.